# جن سور
جن سور (انگلیسی: Jenn Suhr؛ زادهٔ ۵ فوریهٔ ۱۹۸۲) ورزشکار دو و میدانی پرش با نیزه اهل ایالات متحده آمریکا است.